# 77856 Noblitt
77856 Noblitt è un asteroide della fascia principale. Scoperto nel 2001, presenta un'orbita caratterizzata da un semiasse maggiore pari a 2,6403214 UA e da un'eccentricità di 0,1195700, inclinata di 12,69833° rispetto all'eclittica.
L'asteroide è dedicato a Niles Noblitt, membro della direzione dell'osservatorio dove è avvenuta la scoperta.